# Nightrage
A Nightrage görög melodikus death metal zenekar. 2000-ben alakultak meg Tesszalonikiben. Pályafutásuk alatt három demót, hét nagylemezt és egy válogatáslemezt dobtak piacra. Albumaikat a Century Media Records, Lifeforce, Despotz Records kiadók jelentetik meg.

## Tagok
- Marios Iliopoulos – gitár (2000–)
- Anders Hammer – basszusgitár (2007–)
- Ronnie Nyman – éneklés (2013–)
- Magnus Söderman – gitár (2016–)
- Lawrence Dinamarca – dobok (2016–)

## Diszkográfia

### Stúdióalbumok
- Sweet Vengeance (2003)
- Descent into Chaos (2005)
- A New Disease is Born (2007)
- Wearing a Martyr's Crown (2009)
- Insidious (2011)
- The Puritan (2015)
- The Venomous (2017)
- Wolf to Man (2019)

### Egyéb kiadványok
- Demo (2001)
- Demo 2 (2002)
- Demo 3 (2002)
- Vengeance Descending (válogatáslemez, 2010)